# Xylota auronitens
Xylota auronitens är en tvåvingeart som beskrevs av Enrico Adelelmo Brunetti 1908. Xylota auronitens ingår i släktet vedblomflugor, och familjen blomflugor. Inga underarter finns listade i Catalogue of Life.